# Elodea nuttallii
Elodéa nuttállii (лат.) — водное травянистое растение рода Элодея семейства Водокрасовые (Hydrocharitaceae).

## Ботаническое описание

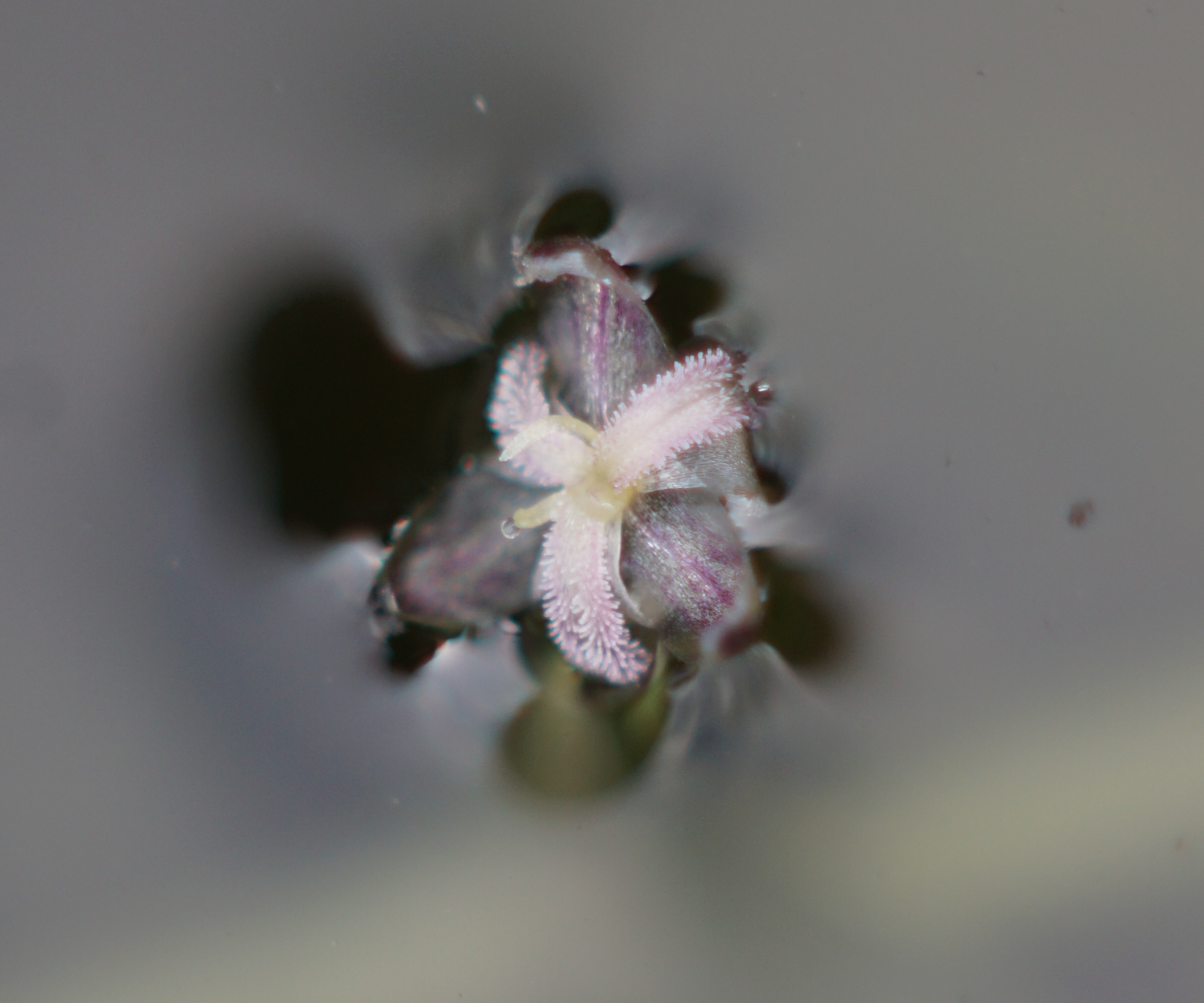
Пестичный цветок

Многолетнее водное двудомное травянистое растение. Стебли цилиндрические, 30—100 см длиной, укоренённые в узлах, простые или ветвистые. Листья обыкновенно в мутовках по 3 (иногда по 4, а нижние часто супротивные), линейные до ланцетных, часто загнутые книзу, с завёрнутыми краями, с острым концом, 0,4—1,5 см длиной и 0,7—2 мм шириной.
Цветки не более 8 мм в поперечнике. Тычиночные цветки с 9 тычинками, образуются в пазухах средних листьев, одиночные, на длинных цветоножках, ко времени цветения обрывающихся, после чего цветок свободно поднимается к водной поверхности и там раскрывается. Чашелистики яйцевидные, около 2 мм длиной, лепестки часто отсутствуют, если имеются, то не более 0,5 мм длиной. Пестичные цветки образуются в пазухах верхних листьев, приподнятые до водной поверхности с помощью сильно удлинённой цветочной трубки. Чашелистики около 1 мм длиной, лепестки белые, обратнояйцевидные, более крупные.
Плод — узкояйцевидная или веретеновидная коробочка 5—7 мм длиной. Семена (если образуются) веретеновидные, 3,5—4,5 мм длиной. Плоды образуются очень редко.

## Ареал
Родина растения — Северная Америка. Будучи популярным аквариумным растением, завезена в Европу и Азию. В Европе впервые в природе обнаружена в 1939 году в Бельгии, в Азии — в 1960 году в Японии. В Нидерландах появилась в 1941 году, в Германии — в 1961 году, в Великобритании — в 1966 году, в Швейцарии — в 1980-х годах, в Швеции — в 1991 году, в Словакии — в 2001 году, продолжает распространяться в Европе. В Китай попала в 1980-х годах.
Включена в Чёрные списки инвазивных видов Бельгии и Швейцарии.
Вне естественного ареала представлена почти исключительно женскими растениями. Единственное местонахождение растений с тычиночными цветками в Европе — в Германии.

## Таксономия
Названа по имени английского исследователя флоры Северной Америки Томаса Наттолла (1786—1859).

### Синонимы
- Anacharis nuttallii Planch., 1849basionym
- Elodea columbiana H.St.John, 1962
- Elodea minor (Engelm. ex Casp.) Farw., 1916
- Philotria minor (Engelm. ex Casp.) Small, 1903
- Philotria nuttallii (Planch.) Rydb., 1908
- Udora verticillata var. minor Engelm. ex Casp., 1857